# 45. Berlini Nemzetközi Filmfesztivál
A 45. Berlini Nemzetközi Filmfesztivál 1995. február 9. és 22. között rendezték meg. A fesztivál zsűrielnöke Lia van Leer izraeli filmkészítő volt. Az Arany Medve díjat a francia Bertrand Tavernier filmje, A csalétek nyerte. A fesztiválon egy retrospektívvel emlékeztek meg Buster Keaton némafilmes színészről.

## Zsűri
Az alábbi emberek voltak a fesztivál zsűrijének tagjai:
- Lia van Leer, a Jerusalem Cinematheque és a Jeruzsálemi Filmfesztivál alapítója (Izrael) - Zsűrielnök
- Georgi Djulgerov, rendező, foragatókönyvíró és producer (Bulgária)
- Siqin Gaowa, színésznő (Kína)
- Alfred Hirschmeier, gyártásvezető (Németország)
- Christiane Hörbiger, színésznő (Ausztria)
- Vadim Yusov, vezető operatőr (Oroszországból)
- Dave Kehr, filmkritikus (Amerikai Egyesült Államok)
- Michael Kutza, a Chicago Nemzetközi Filmfesztivál alapítója (Amerikai Egyesült Államok)
- Pilar Miró, rendező és forgatókönyvíró (Spanyolország)
- Tsai Ming-liang, rendező és forgatókönyvíró (Tajvan)

## Versenyben lévő filmek
Az alábbi filmek voltak versenyben az Arany Medve- és az Ezüst Medve-díjakért:
| Magyar cím                          | Eredeti cím                           | Rendező                                | Ország                                     |
| ----------------------------------- | ------------------------------------- | -------------------------------------- | ------------------------------------------ |
| Menekülés a pokolból                | The Addiction                         | Abel Ferrara                           | Amerikai Egyesült Államok                  |
| A csalétek                          | L'appât                               | Bertrand Tavernier                     | Franciaország                              |
| Mielőtt felkel a Nap                | Before Sunrise                        | Richard Linklater                      | Amerikai Egyesült Államok, Ausztria, Svájc |
| A pillangó csókja                   | Butterfly Kiss                        | Michael Winterbottom                   | Egyesült Királyság                         |
| 101 éjszaka                         | Les cent et une nuits de Simon Cinéma | Agnès Varda                            | Franciaország, Egyesült Királyság          |
| Holdárnyékban                       | Colpo di luna                         | Alberto Simone                         | Olaszország, Hollandia, Franciaország      |
| Csodák utcája                       | El callejón de los milagros           | Jorge Fons                             | Mexikó                                     |
| El rey del río                      | El rey del río                        | Manuel Gutiérrez Aragón                | Spanyolország                              |
| Gui tu                              | Gui tu                                | Raymond Leung                          | Hongkong                                   |
| Hades                               | Hades                                 | Herbert Achternbusch                   | Németország                                |
| Hong mei gui bai mei gui            | 紅玫瑰白玫瑰                          | Stanley Kwan                           | Hongkong, Tajvan                           |
| Hong fen                            | 红粉                                  | Li Shaohong                            | Hongkong, Kína                             |
| Senki bolondja                      | Nobody's Fool                         | Robert Benton                          | Egyesült Királyság                         |
| Pyesa dlya passazhira               | Pyesa dlya passazhira                 | Vadim Abdrashitov                      | Oroszország                                |
| Sh'Chur                             | שחור                                  | Shmuel Hasfari                         | Izrael                                     |
| Pyesa dlya passazhira               | Silent Fall                           | Bruce Beresford                        | Amerikai Egyesült Államok                  |
| Füst                                | Smoke                                 | Wayne Wang                             | Amerikai Egyesült Államok                  |
| Taebek sanmaek                      | 태백산맥                              | Im Kwon-taek                           | Dél-Korea                                  |
| Becs' szóra                         | Ti kniver i hjertet                   | Marius Holst                           | Norvégia                                   |
| Transatlantis                       | Transatlantis                         | Christian Wagner                       | Németország                                |
| Tébolyító zörejek a kék villa körül | Un bruit qui rend fou                 | Alain Robbe-Grillet, Dimitri de Clercq | Franciaország, Belgium, Svájc              |
| Mikor leszáll az éj                 | When Night Is Falling                 | Patricia Rozema                        | Kanada                                     |
| Nu ren si shi                       | 女人四十                              | Ann Hui                                | Hongkong                                   |

## Győztesek
- Arany Medve: A csalétek (Bertrand Tavernier)
- Zsűri Nagydíja: Füst (Harvey Keitel)
- Ezüst Medve díj a legjobb rendezőnek: Richard Linklater (Mielőtt felkel a Nap)
- Ezüst Medve díj a legjobb színésznőnek: Josephine Siao ('Nu ren si shi)
- Ezüst Medve díj a legjobb színésznek: Paul Newman (Senki bolondja)
- Ezüst Medve díj a  kiemelkedő művészi teljesítményért: Hong fen
- Ezüst Medve: Pyesa dlya passazhira
- Tiszteletbeli említések:
  - Csodák utcája (Jorge Fons)
  - Holdárnyékban (Alberto Simone)
  - Sh'Chur (Shmuel Hasfari)
- Kék Angyal díj: Becs' szóra (Marius Holst)
- Tiszteletbeli Arany Medve: Alain Delon

## Fordítás
- Ez a szócikk részben vagy egészben  a(z)   45th Berlin International Film Festival című angol Wikipédia-szócikk fordításán alapul.  Az eredeti cikk szerkesztőit annak laptörténete sorolja fel. Ez a jelzés csupán a megfogalmazás eredetét és a szerzői jogokat jelzi, nem szolgál a cikkben szereplő információk forrásmegjelöléseként.